# New York (Хор)
«New York» (рус. Нью-Йорк) — двадцать второй и финальный эпизод второго сезона американского музыкального телесериала «Хор», показанный телеканалом Fox 24 мая 2011 года, срежиссированный Брэдом Фэлчаком и снятый непосредственно в Нью-Йорке. Стоимость эпизода составила $6 млн, что сделало его самым дорогим эпизодом «Хора» на тот момент, обойдя даже февральский «The Sue Sylvester Shuffle». В серии хористы школы МакКинли отправляется на национальные соревнования хоровых коллективов в Нью-Йорк, где, помимо всего прочего, осматривают достопримечательности; Курт и Рейчел поют на сцене бродвейского театра и решают, что вернутся в Нью-Йорк по окончании учёбы. Хор проигрывает конкурс, позже Курт и Блейн признаются друг другу в любви, а Мерседес и Сэм начинают тайно встречаться.
Эпизод стал номинантом премии «Эмми» за лучший подбор костюмов; камео самой себя исполнила бродвейская актриса Патти Люпон, а в гостевых ролях появились Чарис Пемпенгко и Джонатан Грофф. В серии прозвучали десять музыкальных номеров, из которых пять были написаны специально для шоу; девять были выпущены в качестве синглов посредством цифровой дистрибуции, а четыре вошли в альбом Glee: The Music, Volume 6 и занимали места в чарте Billboard Hot 100.

## Сюжет
Хор «Новые горизонты» школы МакКинли отправляется в Нью-Йорк на национальные соревнования. По совместному со студентами решению, принятому ранее, Уилл Шустер (Мэтью Моррисон) даёт им задание написать композиции собственного сочинения. Хористы берутся за это в последний момент; лучшее, что у них выходит, — «My Cup» авторства Бриттани (Хизер Моррис), Пака (Марк Саллинг) и Арти (Кевин Макхейл). В поисках вдохновения они поют мэшап «I Love New York» и «New York, New York» на Таймс-сквер.
Втайне от хора Уилл посещает театр, где Эйприл Роудс (Кристин Ченовет) ставит свой мюзикл, и в котором он тайно принимает участие. Он поёт «Still Got Tonight»; вернувшись, он узнаёт, что руководитель «Вокального адреналина» Дастин Гулсби (Чейен Джексон) рассказал хору о том, чем занят Шустер. Студенты потрясены, а Гулсби обставил всё так, будто Шустер бросает карьеру учителя ради карьеры на Бродвее. Уилл переубеждает их, что не может бросить хор, и, как бы ему не хотелось петь профессионально, он предпочтёт их участию в мюзикле Эйприл.
По совету коллег по хору Финн Хадсон (Кори Монтейт) приглашает Рейчел (Лиа Мишель) на свидание в Центральном парке и на ужин в ресторане Sardi’s, где они встречают актрису Патти Люпон. Когда время подготовки песен на исходе, Пак, Арти и Сэм (Корд Оверстрит) и Майк (Гарри Шам-младший) поют «Bella Notte» из мюзикла «Леди и Бродяга». Рейчел понимает, что её планы построить карьеру на Бродвее не совместимы с отношениями с Финном, она отвечает ему отказом на просьбу поцеловать её. На следующий день, после посещения Tiffany & Co., Курту (Крис Колфер) и Рейчел удаётся пробраться на сцену, где ставят мюзикл «Злая». Они поют партию «For Good» и решают после окончания школы вернуться в Нью-Йорк для продолжения обучения.
Перед выступлениями Рейчел застаёт в уборной Саншайн Коразон (Чарис Пемпенгко), которая говорит, что не может выступать из-за волнения и неуверенности в себе, которое подстёгивается тем фактом, что её не приняли в хор «Новые горизонты». Рейчел говорит ей, что она намеренно третировала её, испугавшись, что она может занять её место лидирующей солистки. Она поддерживает её, и Саншайн открывает выступление «Вокального адреналина» сольной композицией «As Long As You’re There».
Выступление «Новых горизонтов» открывают Финн и Рейчел, которые с поддержкой публики поют «Pretending», однако Финн целует Рейчел прямо на сцене, и публика замолкает. Выступление завершается успешным исполнением «Light Up the World»; Джесси Сент-Джеймс (Джонатан Грофф), ревнуя Рейчел к Финну, после выступление убеждает, что судьи не дадут им первое место после поцелуя на сцене, сочтя его непрофессиональным ходом. Хор не попадает в лидирующую десятку и занимает двенадцатое место из пятидесяти.
По возвращении в Огайо Курт рассказывает Блейну (Даррен Крисс) о том, что произошло в Нью-Йорке, и что после проигрыша Сантана (Ная Ривера) обвиняла в нём Рейчел и Финна. Блейн признаётся Курту в любви, и Курт отвечает взаимностью. В кофейню приходят Сэм и Мерседес (Эмбер Райли), которые скрывают от остальных факт своих отношений. Сантана соглашается дружить с Бриттани, несмотря на чувства к ней, а Бриттани говорит ей, что она всё равно любит её больше, чем кого-либо. Финн и Рейчел начинают встречаться, и Финн, целуя Рейчел, напоминает ей, что до окончания школы ещё год.

## Реакция
«New York» получил смешанные отзывы критиков. Эрика Фаттерман из Rolling Stone написала: «На самом деле, мы и не ожидали, что „Новые горизонты“ выиграют национальные, но в эпизоде чувствовалось, с какой ленью выполнены все номера, вместо того, чтобы сделать что-то по-настоящему захватывающее». Тодд ВанДерВерфф из The A.V. Club счёл эпизод «хорошим» и поставил ему оценку «В+», и добавил, что «он был не так хорош», как финальный эпизод первого сезона, «Journey to Regionals», «большей частью потому, что акцент был поставлен не на музыкальные выступление, а на демонстрацию того факта, что действие происходит именно в Нью-Йорке». Роберт Каннинг из IGN поставил серии 7,5 из 10, написав, что эпизод не совсем отображает атмосферу национальных соревнований, но достаточно приятен в качестве финального эпизода сезона. Меган Браун из The Atlantic в своей рецензии отметила, что эпизод включал в себя несколько нелогичных моментов, как и во всём сезоне, а некоторые музыкальные номера были «убийственными». Её коллега Кевин Фэлон также посчитал финал «разочаровывающим» и выразил надежду, что в следующем сезоне «Хор» всё же «настроится на нужную волну».
Несколько деталей сюжета были негативно оценены за их неправдоподобность. Осуждению, в частности, со стороны ВанДерВерффа и Бобби Хакинсона из Houston Chronicle, подвергся тот факт, что хористы приехали на соревнования, не имея сет-листа, и писали песни буквально за несколько часов до выступления: «Ни в какой из существующих вселенных это не имеет смысла. Это было настолько логически необоснованно, что отвлекало от просмотра». Сцена того, что Рейчел не знала о том, что мюзикл «Кошки» был закрыт 11 лет назад, была окритикована Меган Браун и Эми Рейтер из Los Angeles Times, поскольку с её познаниями в бродвейском репертуаре это просто невозможно; момент с «очень дружественным охранником», встретившим Курта и Рейчел на сцене Бродвея, был негативно оценён Энтони Бениньо из ''The Faster Times'' и Сандрой Гонсалес из Entertainment Weekly. Некоторые также отметили, что упоминание Куинн Фабре в прошлом эпизоде интригующих «больших планов» относительно Финна и Нью-Йорка, и полное их игнорирование в эпизоде «New York» сделало работу актрисы Дианны Агрон «бесполезной и потраченной впустую», по мнению ВанДерВерффа и Джеймса Понивозика из Time. Несколькими рецензентами был отдельно выделена финальная сцена шоу после возвращения хористов в Огайо. Понивозик отметил, что создатели хорошо поработали над эпилогом: «Бриттани и Сантана напомнили мне, как далеко оба персонажа продвинулись во втором сезоне, а Курт не огорчается проигрышу, зная, что у него есть Блейн, и после учёбы жизнь может успешно сложиться и для него».